# أو ثيام تشين
أو ثيام تشين (بالإنجليزية: O Thiam Chin)‏ (8 ديسمبر 1977)؛ روائي سنغافوري.